# Giro d’Italia 1946
Der 29. Giro d’Italia, der „Giro della Rinascita“ fand vom 15. Juni bis 7. Juli 1946 statt. Das Radrennen bestand aus 17 Etappen mit einer Gesamtlänge von 3.039 Kilometern. Es stand im Schatten des Zweiten Weltkriegs, Italien litt noch schwer unter den Kriegsfolgen. Das Duell Bartali – Coppi prägte diesen Giro. Von 79 Startern erreichten 40 das Ziel.
Gino Bartali errang den Giro-Sieg vor Fausto Coppi. Die Bergwertung gewann ebenfalls Gino Bartali. Die Mannschaftswertung gewann das Team Benotto.

## Etappen
| Etappe | von / nach                  | km      | Sieger                     | Führender                  |
| ------ | --------------------------- | ------- | -------------------------- | -------------------------- |
| 1.     | Mailand – Turin             | 185     | Giordano Cottur Italien    | Giordano Cottur Italien    |
| 2.     | Turin – Genua               | 190     | Antonio Bevilacqua Italien | Antonio Bevilacqua Italien |
| 3.     | Genua – Montecatini Terme   | 222     | Adolfo Leoni Italien       | Antonio Bevilacqua Italien |
| 4.a    | Montecatini Terme – Prato   | 40 (ZF) | Antonio Bevilacqua Italien | Antonio Bevilacqua Italien |
| 4.b    | Prato – Bologna             | 112     | Fausto Coppi Italien       | Fermo Camellini Italien    |
| 5.a    | Bologna – Cesena            | 80      | Olimpio Bizzi Italien      | Fermo Camellini Italien    |
| 5.b    | Cesena – Ancona             | 128     | Aldo Bini Italien          | Fermo Camellini Italien    |
| 6.     | Ancona – Chieti             | 170     | Vito Ortelli Italien       | Fermo Camellini Italien    |
| 7.     | Chieti – Neapel             | 244     | Mario Ricci Italien        | Vito Ortelli Italien       |
| 8.     | Neapel – Rom                | 226     | Elio Bertocchi Italien     | Vito Ortelli Italien       |
| 9.     | Rom – Perugia               | 191     | Aldo Baito Italien         | Vito Ortelli Italien       |
| 10.    | Perugia – Florenz           | 165     | Renzo Zanazzi Italien      | Vito Ortelli Italien       |
| 11.    | Florenz – Rovigo            | 245     | Oreste Conte Italien       | Vito Ortelli Italien       |
| 12.    | Rovigo – Triest             | -       | Abgebrochen*               | -                          |
| 13.    | Udine – Auronzo di Cadore   | 125     | Fausto Coppi Italien       | Gino Bartali Italien       |
| 14.    | Auronzo di Cadore – Bassano | 203     | Fausto Coppi Italien       | Gino Bartali Italien       |
| 15.    | Bassano – Trient            | 186     | Aldo Ronconi Italien       | Gino Bartali Italien       |
| 16.a   | Trient – Verona             | 90      | Oreste Conte Italien       | Gino Bartali Italien       |
| 16.b   | Verona – Mantua             | 72      | Elio Bertocchi Italien     | Gino Bartali Italien       |
| 17.    | Mantua – Mailand            | 176     | Oreste Conte Italien       | Gino Bartali Italien       |

* Abgebrochen aufgrund von politischen Protesten in Pieris (bei Triest)

## Ergebnisse
| \| 1. \| Gino Bartali \| 95 h 32 min 20 s \| \| 2. \| Fausto Coppi \| + 47 s \| \| 3. \| Vito Ortelli \| + 15 min 28 s \| \| 4. \| Salvatore Crippa \| + 15 min 31 s \| \| 5. \| Aldo Ronconi \| + 24 min 31 s \| \| 6. \| Giulio Bresci \| + 27 min 35 s \| \| 7. \| Ezio Cecchi \| + 37 min 58 s \| \| 8. \| Giordano Cottur \| + 38 min 28 s \| \| 9. \| Alfredo Martini \| + 39 min 54 s \| \| 10. \| Primo Volpi \| + 43 min 12 s \| \| \| \| \| |                  |                  |
| 1. | Gino Bartali     | 95 h 32 min 20 s |
| 2. | Fausto Coppi     | + 47 s           |
| 3. | Vito Ortelli     | + 15 min 28 s    |
| 4. | Salvatore Crippa | + 15 min 31 s    |
| 5. | Aldo Ronconi     | + 24 min 31 s    |
| 6. | Giulio Bresci    | + 27 min 35 s    |
| 7. | Ezio Cecchi      | + 37 min 58 s    |
| 8. | Giordano Cottur  | + 38 min 28 s    |
| 9. | Alfredo Martini  | + 39 min 54 s    |
| 10. | Primo Volpi      | + 43 min 12 s    |
| |                  |                  |

| \| 1. \| Gino Bartali \| ? \| \| 2. \| Fausto Coppi \| ? \| \| 3. \| Vito Ortelli \| ? \| \| \| \| \| |              |   |
| 1. | Gino Bartali | ? |
| 2. | Fausto Coppi | ? |
| 3. | Vito Ortelli | ? |
| |              |   |